# Рафа (Куявсько-Поморське воєводство)
Рафа (пол. Rafa, нім. Raffa) — село в Польщі, у гміні Домброва-Хелмінська Бидґозького повіту Куявсько-Поморського воєводства.
Населення — 125 осіб (2011).
У 1975-1998 роках село належало до Бидгощського воєводства.

## Демографія
Демографічна структура станом на 31 березня 2011 року:
|          | Загалом | Допрацездатний вік | Працездатний вік | Постпрацездатний вік |
| -------- | ------- | ------------------ | ---------------- | -------------------- |
| Чоловіки | 60      | 8                  | 45               | 7                    |
| Жінки    | 65      | 13                 | 38               | 14                   |
| Разом    | 125     | 21                 | 83               | 21                   |